# Piura (település)
Piura egy város Peruban, Piura megye székhelye. 2017-ben lakóinak száma körülbelül 470 000 volt.

## Földrajz
A város Peru északnyugati részén, Piura megye középpontjától kissé nyugatra található a Csendes-óceán és az Andok közötti sivatagos síkságon. Ami mégis lehetővé tette az ember letelepedését ezen a száraz vidéken, az a hegyekből érkező Piura folyó, amely mentén egy keskeny, de viszonylag termékeny sáv húzódik.
A sok napsütés miatt Piurát az „örök napfény városának” is nevezik.

## Története
A mai Piura őse az a San Miguel de la Nueva Castilla nevű település volt, amelyet 1532-ben Francisco Pizarro alapított, és ami a Csendes-óceán déli partvidékének elsőként alapított spanyol települése volt. Ez a San Miguel azonban még nem ott feküdt, ahol a mai város, hanem a Chira folyó partján, és igen rövid időn belül átköltöztették egy újabb helyre, a Piura folyó völgyébe. Ezt a helyet ma Piura la Vieja („öreg Piura”) néven ismerik, és még ez sem azonos a mai várossal: itt is csak mintegy 40 évig létezett település, amelynek azonban volt már temploma, kolostora, kórháza és üzletei (köztük pulpería) is. A Piura név a kecsua pirhua szóból származik, aminek jelentése „magtár” vagy „élelemraktár”.
A 19. század végére Piura lakossága már körülbelül 40 000 fő volt. 1891-ben óriási esőzés okozta árvíz pusztított a városban, amelynek során megsemmisült a 20 évvel azelőtt épült híd is a Piura folyó felett.

## Turizmus, látnivalók
Piurában található egész Peru egyik legrégebbi városi tere, a Plaza de Armas, ahol 1870-ben felállították a szabadság emlékművét, körülötte pedig számos régi, ma is nagy fontossággal bíró kormányzati és vallási épület áll, köztük a 16. században elkészült (bár azóta többször átépített) Szent Mihály-székesegyház. A városban több múzeum is működik, például a Museo Vicús, ahol az ősi vikusz kultúra mintegy 2700 leletét mutatják be. A Casa Museo Almirante Grau nevű múzeum egy olyan, 18. századi házban működik, amely eredetileg Miguel Grau nemzeti hős nagyapjáé volt. A ma itt látható kiállítás azt mutatja be, hogyan kapcsolódott a Grau család Peru történelméhez különféle hazafias cselekedeteik által, és, mivel Miguel Grau haditengerész volt, ezért egy ezzel kapcsolatos kiállítás is helyt kapott itt. Az egykori Nuestra Señora del Carmen-templom helyén ma a vallási művészetek múzeuma működik.
A város közelében (kb. 7 km-re) található a 25 hektáros Kurt Beer ökopark, amelyet a „város tüdejének” is neveznek. Látogatása ingyenes.

## Sport
Az ország egészéhez hasonlóan Piurában is igen népszerű a labdarúgás. A város első osztályú csapata az Atlético Grau, amely Miguel Grauról, a haditengerészet tábornokáról, a város híres szülőttéről kapta a nevét. Stadionja az Estadio Miguel Grau.

## Képek

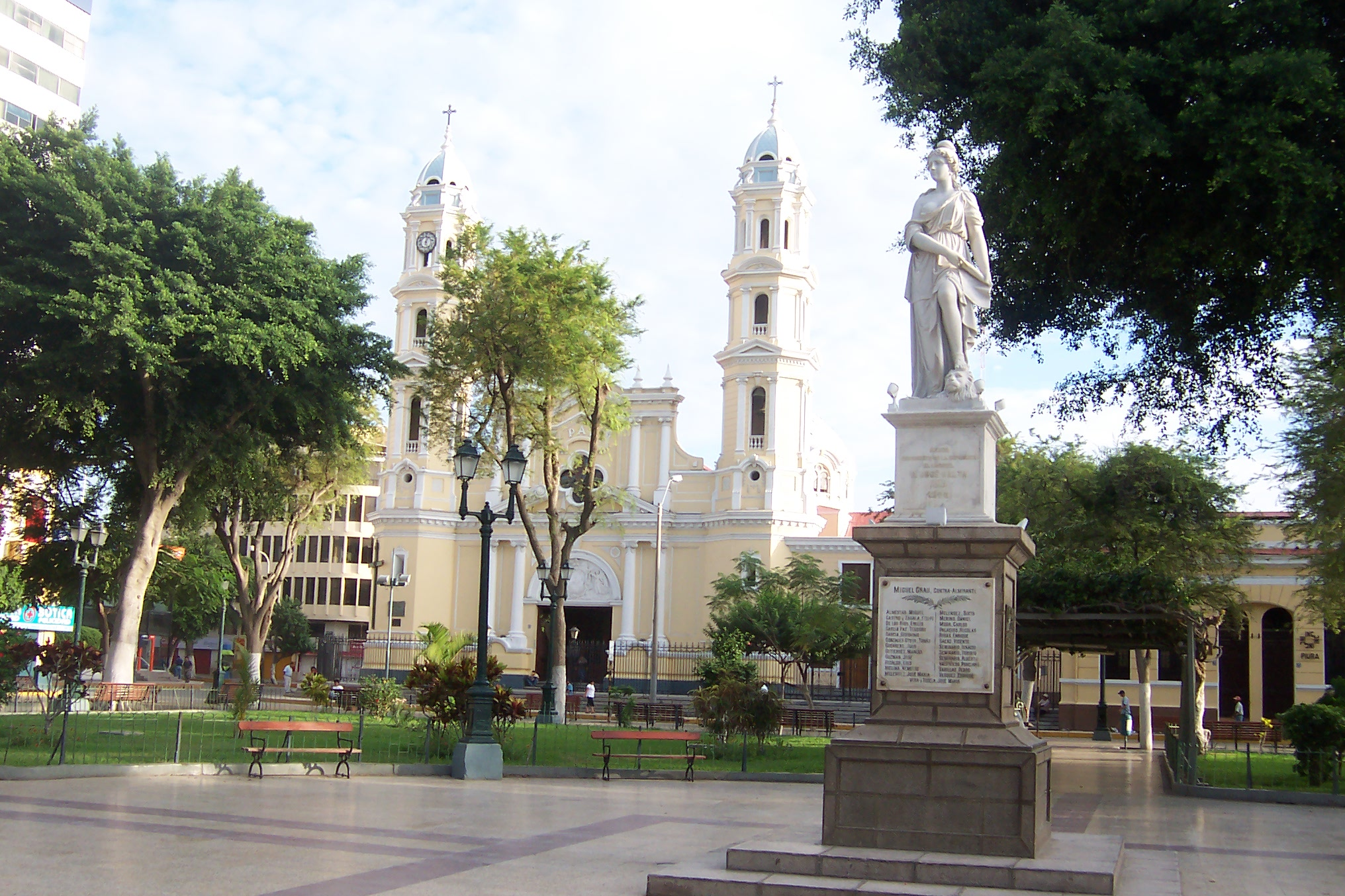
A Plaza de Armas tér
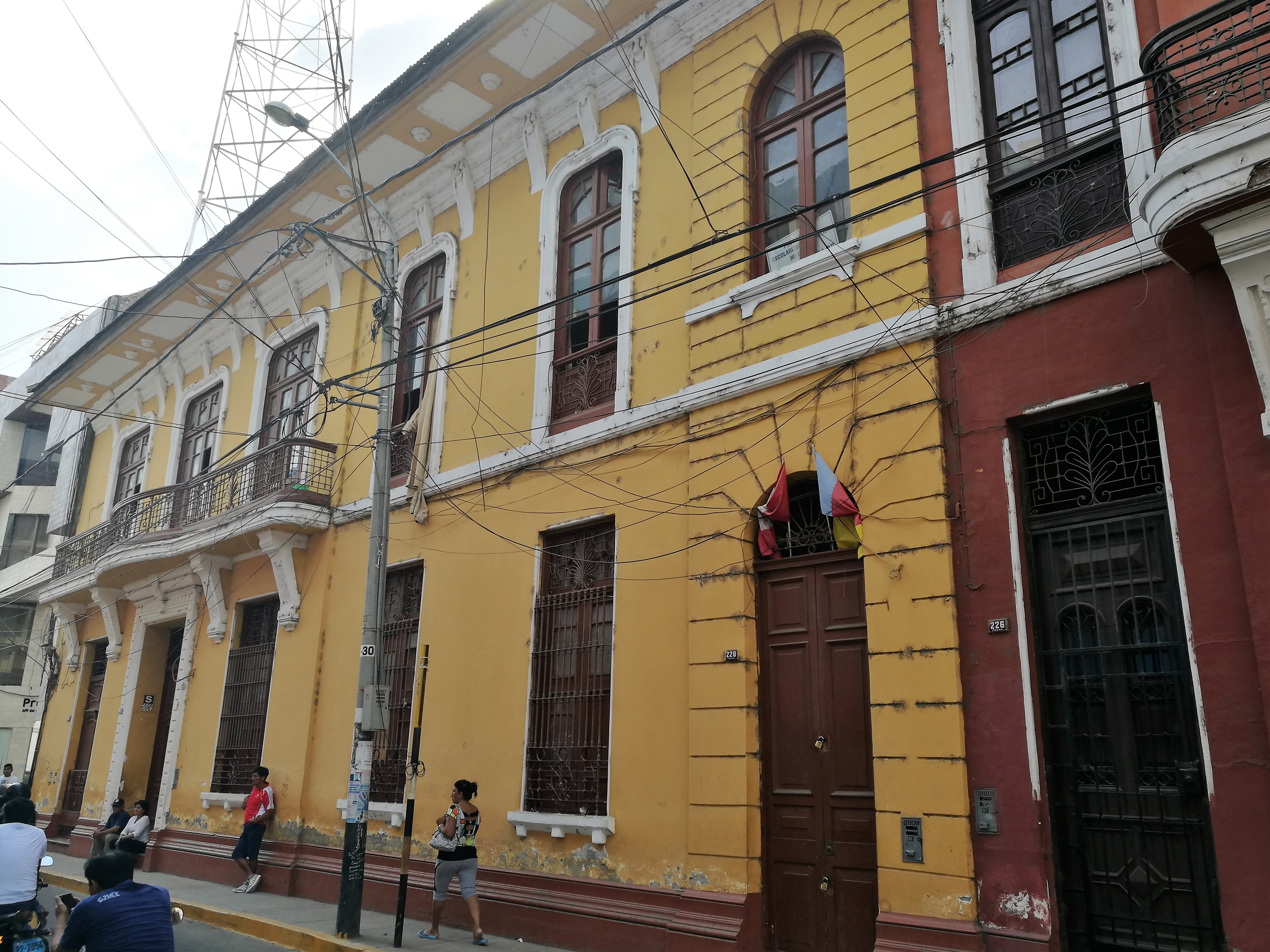
Régi házak a belvárosban
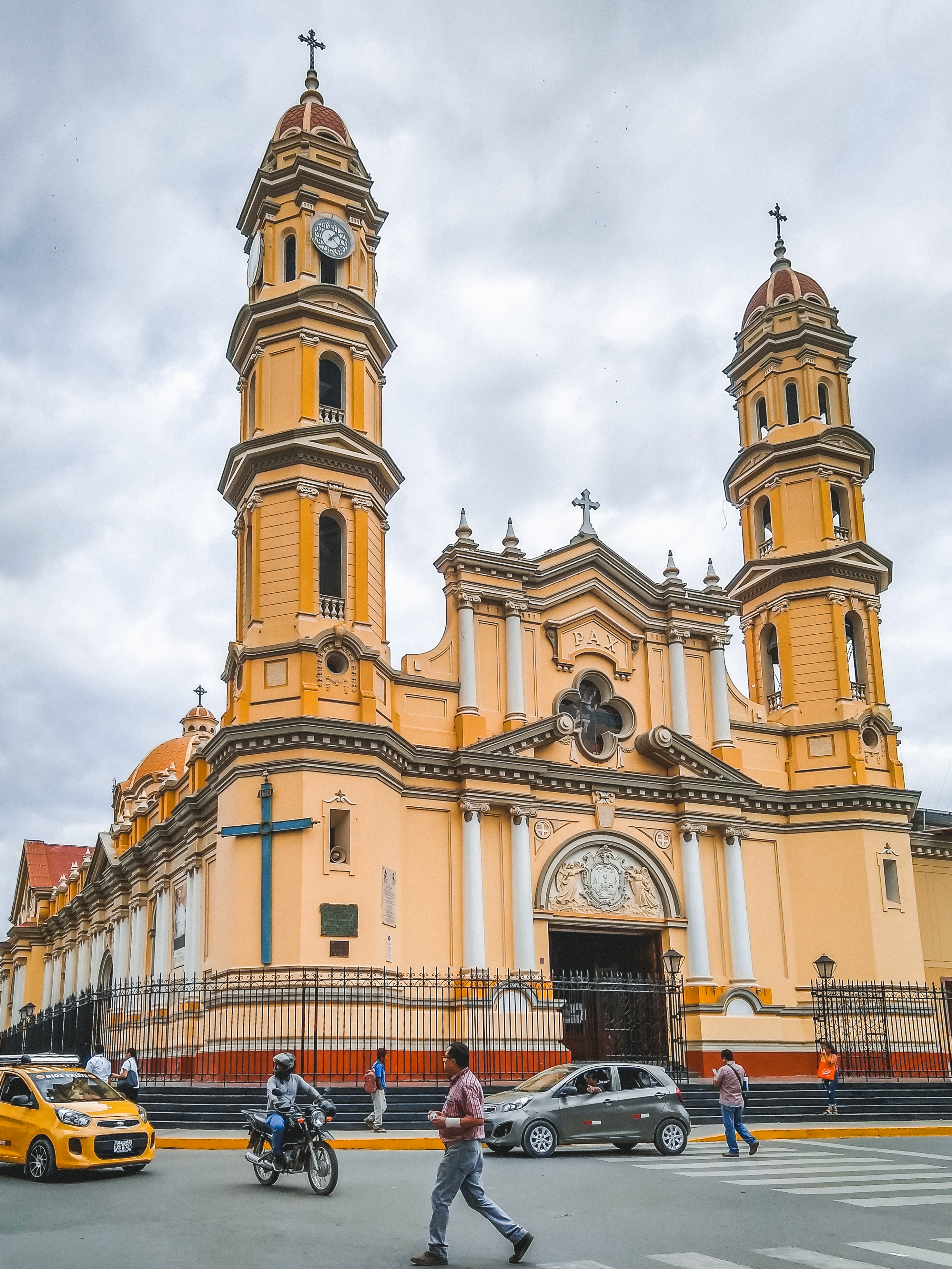
A Szent Mihály-székesegyház
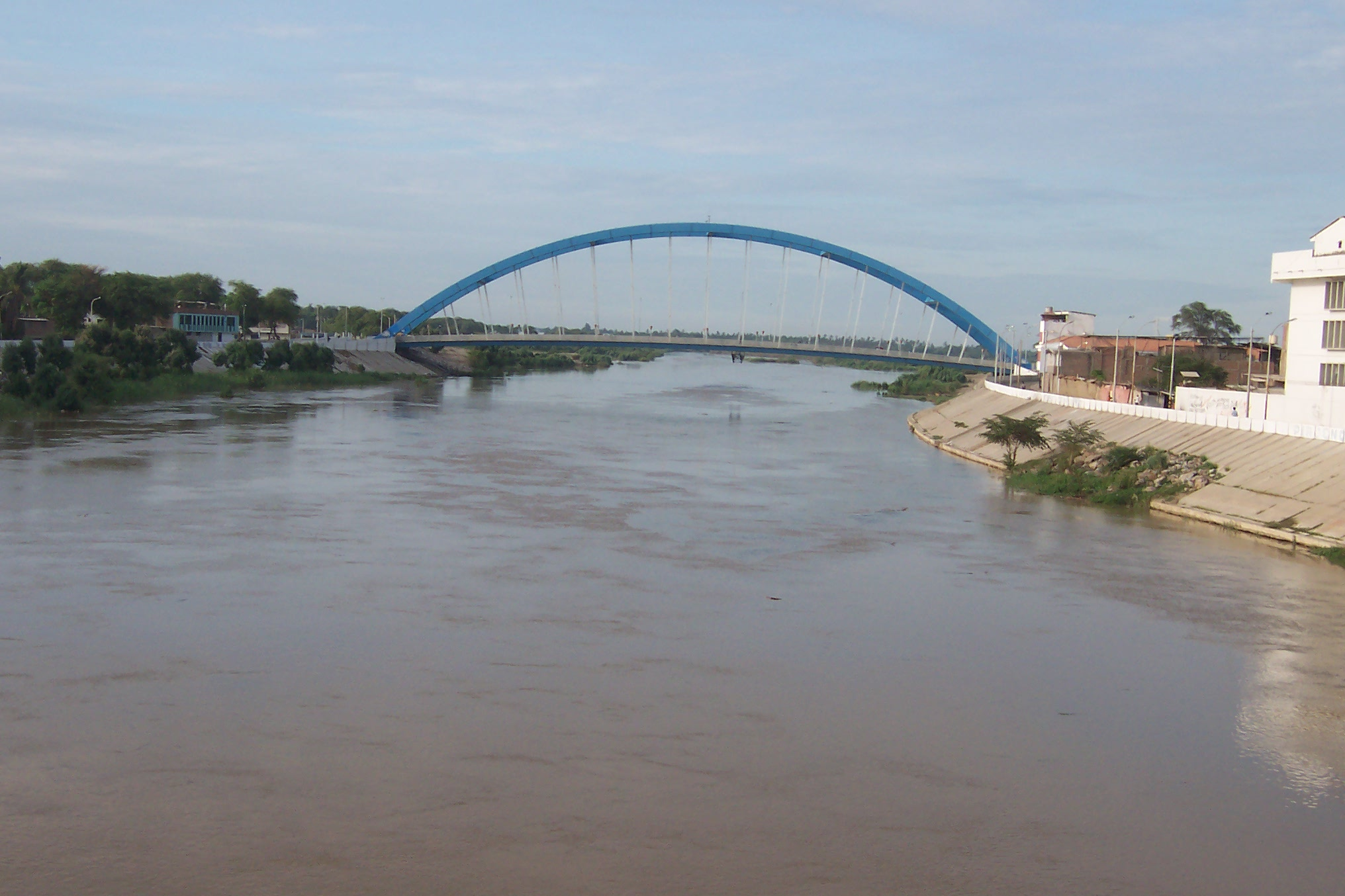
A Bolognesi híd a Piura folyó fölött